# Pentaceros quinquespinis
Pentaceros quinquespinis är en fiskart som beskrevs av Nikolai V. Parin och Kotlyar, 1988. Pentaceros quinquespinis ingår i släktet Pentaceros och familjen Pentacerotidae. Inga underarter finns listade i Catalogue of Life.